# Dommartin-sur-Vraine
Dommartin-sur-Vraine település Franciaországban, Vosges megyében. Lakosainak száma 292 fő (2022. január 1.). Dommartin-sur-Vraine Maconcourt, Morelmaison, Rainville, Saint-Paul, Saint-Prancher és Biécourt községekkel határos.

## Népesség
A település népességének változása:
| Lakosok száma | 317  | 316  | 322  | 307  | 301  | 294  | 295  | 293  | 292  |
|               | 2013 | 2015 | 2016 | 2017 | 2018 | 2019 | 2020 | 2021 | 2022 |